# Cornwallius
Cornwallius género extinto de mamífero marino de la familia Desmostylidae. Cornwallius vivió a lo largo de la costa del océano Pacífico de América del Norte durante el Oligoceno inferior (Chattiense) hace entre 28.4-20.6 millones de años aproximadamente.
La especie tipo se localizó en la formación Chattian Sooke, isla de Vancouver, Columbia Británica, Canadá (48°24′N 123°54′O / 48.4, -123.9, paleocoordenadas 48°00′N 115°00′O / 48.0, -115.0).

## Taxonomía
Cornwallius fue nombrado por Harvnb (1923). Su especie tipo,  Desmostylus sookensis, fue nombrada por  Harvnb y Cornwall (1922) y recombinada con Cornwallius sookensis por Harvnb (1923).

## Distribución fósil
Se han descubierto fósiles en las costas de la península de Baja California, Oregón y Washington, y la isla Unalaska.